# Novozymes
Novozymes é uma multinacional de origem dinamarquesa da área de biotecnologia com sede em Bagsværd. Criada em 2000 após desmembramento da empresa-mãe Novo Nordisk (fundada em 1923), possui domínio sobre o mercado mundial de enzimas. Mundialmente, a empresa emprega 5.275 pessoas (2009).
Existe uma unidade industrial no Brasil, em Araucária, Paraná.

## História
Em 1925, os irmãos Harald e Thorvald Pedersen fundaram o Novo Terapeutisk Laboratorium e o Nordisk Insulinlaboratorium com o objectivo de produzir insulina. Em 1941, a antecessora da empresa lançou a sua primeira enzima, a tripsina, extraída do pâncreas de animais e utilizada para amaciar o couro, e foi a primeira a produzir enzimas por fermentação utilizando bactérias nos anos 50.

No final da década de 1980, Novozymes apresentou a primeira enzima de divisão de gordura para detergentes fabricados com microrganismos geneticamente modificados, chamada Lipolase.